# Xaa-Proアミノペプチダーゼ
Xaa-Proアミノペプチダーゼ(Xaa-Pro aminopeptidase、EC 3.4.11.9)は、以下の化学反応を触媒する酵素である。
プロリンを含め、プロリンに結合するあらゆるN末端アミノ酸を遊離させる。ジペプチドやトリペプチドであっても可能である。
この酵素は、Mn2+依存性である。